# Yarloop
Yarloop est une ville située en Australie-Occidentale. Elle comptait 545 habitants en 2006.
En janvier 2016, un feu de brousse la détruit en grande partie.

## Source de la traduction
- (en) Cet article est partiellement ou en totalité issu de l’article de Wikipédia en anglais intitulé « Yarloop, Western Australia » (voir la liste des auteurs).